# Otakar Mazal
Otakar Škvajn-Mazal, noto come Otakar Škvajn o come Otakar Mazal (Kladno, 3 giugno 1894 – Pardubice, 12 settembre 1941), è stato un calciatore cecoslovacco, di ruolo attaccante.

## Carriera

### Nazionale
Partecipa all'Olimpiade di Anversa, siglando tre reti alla Francia (1-4) in semifinale.

## Palmarès

### Club

#### Competizioni nazionali
- Campionato cecoslovacco: 2

Sparta Praga: 1920, 1921